# 가니군

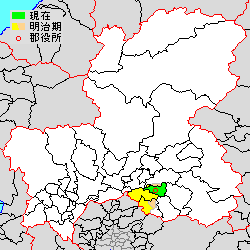
가니 군의 위치

가니군(일본어: 可児郡, かにぐん)은 일본 기후현에 있는 군이다.
인구 16,827명, 면적 56.69km², 인구밀도 297명/km².(2025년 2월 1일, 추계인구)
이하 1정으로 구성된다.
- 미타케정(御嵩町)

## 군역
1879년에 행정 구역으로 발족할 당시의 군역은 위의 1정 외에 아래 구역에 해당한다.
- 다지미시의 일부
- 가니시 전역
- 가모군 야오쓰정의 일부

## 역사
- 1889년 7월 1일 - 정촌제 시행으로 아래의 정촌이 발족.(2정 15촌)
  - 가네야마정(兼山町): 현 가니시
  - 미타케정(御嵩町): 현존
  - 히라마키촌(平牧村): 현 가니시
  - 이케다촌(池田村): 현 다지미시
  - 히로미촌(広見村): 현 가니시
  - 후시미촌(伏見村): 현 미타케정
  - 히메지촌(姫治村): 현 다지미시
  - 이마와타리촌(今渡村): 현 가니시
  - 가미노고촌(上之郷村): 현 미타케정
  - 나카촌(中村): 현 미타케정
  - 구쿠리촌(久々利村): 현 가니시
  - 도타촌(土田村): 현 가니시
  - 니시키쓰촌(錦津村): 현 가모군 야오쓰정
  - 하루사토촌(春里村): 현 가니시
  - 고이즈미촌(小泉村): 현 다지미시
  - 도요오카촌(豊岡村): 현 다지미시
  - 가타비라촌(帷子村): 현 가니시
- 1900년 7월 19일 - 이마와타리촌이 정제 시행으로 이마와타리정(今渡町)이 됨.(3정 14촌)
- 1901년 6월 10일 - 도요오카촌이 정제 시행으로 도요오카정(豊岡町)이 됨.(4정 13촌)
- 1924년 1월 1일 - 히로미촌이 정제 시행으로 히로미정(広見町)이 됨.(5정 12촌)
- 1934년 8월 1일 - 도요오카정이 도키군 다지미정에 편입.(4정 12촌)
- 1944년 2월 11일 - 고이즈미촌·이케다촌이 다지미시에 편입.(4정 10촌)
- 1949년 4월 1일 - 후시미촌이 정제 시행으로 후시미정(伏見町)이 됨.(5정 9촌)
- 1952년 6월 1일 - 나카촌이 정제 시행으로 나카정(中町)이 됨.(6정 8촌)
- 1955년
  - 2월 1일(3정 1촌)
    - 가미노고촌·미타케정·나카정·후시미정이 합병하여, 새로이 미타케정이 발족.
    - 이마와타리정·도타촌·가타비라촌·하루사토촌·구쿠리촌·히라마키촌·히로미정이 합병하여, 가니정(可児町)이 발족.
    - 니시키쓰촌이 가모군 야오쓰정과 합병하여, 새로이 가모군 야오쓰정이 발족.

  - 4월 1일 - 미타케정의 일부가 가니정에 편입.
- 1960년 4월 1일 - 히메지촌의 일부가 다지미시에, 잔여부가 가니정에 각각 편입.(3정)
- 1982년 4월 1일 - 가니정이 시제 시행으로 가니시(可児市)가 되어, 군에서 이탈.(2정)
- 2005년 5월 1일 - 가네야마정이 가니시에 편입.(1정)